# ریلی استرنز
رایلی استرنز (به انگلیسی: Riley Stearns) (زاده ۲۹ ژوئن ۱۹۸۶) یک فیلمساز آمریکایی است که بیشتر برای کارگردانی فیلم‌های خطاها (۲۰۱۴) و هنر دفاع شخصی (۲۰۱۹) شناخته شده‌ است.